# Georgetown (Illinois)
Georgetown è un comune degli Stati Uniti d'America, situato in Illinois, nella Contea di Vermilion.